# ジェアン・マツモト
ジェアン・マツモト（Jean Matsumoto、1999年9月9日 - ）は、ブラジルの男性総合格闘家。サンパウロ州ブラガンサ・パウリスタ出身。インサイドMMA所属。

## 来歴
日系ブラジル人の父親とブラジル人の母親との間に生まれた。父親がムエタイの経験者であったため、6歳の時にダイエット目的でムエタイを始めた。その後、10歳からテレビでUFCの試合を見始め、ムエタイと並行してブラジリアン柔術を始めた。2018年、プロ総合格闘技デビュー。
2023年9月12日、Dana White's Contender Series 62でケイシー・タナーと対戦し、3-0の判定勝ちを収め、UFCとの契約権を獲得した。

### UFC
2024年4月6日、UFC初参戦となったUFC Fight Night: Allen vs. Curtis 2でダン・アルグエタと対戦し、ギロチンチョークで2R一本勝ち。
2025年2月22日、欠場したドミニク・クルーズの代役を受けUFC Fight Night: Cejudo vs. Songでバンタム級ランキング9位のロブ・フォントと対戦し、1-2の判定負け。キャリア初黒星を喫したが、海外MMAメディアサイトの採点では12人中8人の記者がマツモトの勝利を支持した。

## 戦績

### 総合格闘技
| 総合格闘技 戦績 | 総合格闘技 戦績 | 総合格闘技 戦績 | 総合格闘技 戦績 | 総合格闘技 戦績 | 総合格闘技 戦績 | 総合格闘技 戦績 |
| --------------- | --------------- | --------------- | --------------- | --------------- | --------------- | --------------- |
| 18 試合         | (T)KO           | 一本            | 判定            | その他          | 引き分け        | 無効試合        |
| 17 勝           | 3               | 6               | 8               | 0               | 0               | 0               |
| 1 敗            | 0               | 0               | 1               | 0               | 0               | 0               |

| 勝敗 | 対戦相手                   | 試合結果                   | 大会名                                                                    | 開催年月日     |
| ○    | マイルズ・ジョーンズ       | 5分3R終了 判定2-1          | UFC on ESPN 72: Dolidze vs. Hernandez                                     | 2025年8月9日   |
| ×    | ロブ・フォント             | 5分3R終了 判定1-2          | UFC Fight Night: Cejudo vs. Song                                          | 2025年2月22日  |
| ○    | ブラッド・カトーナ         | 5分3R終了 判定3-0          | UFC Fight Night: Hernandez vs. Pereira                                    | 2024年10月19日 |
| ○    | ダン・アルグエタ           | 2R 4:59 ギロチンチョーク   | UFC Fight Night: Allen vs. Curtis 2                                       | 2024年4月6日   |
| ○    | ケイシー・タナー           | 5分3R終了 判定3-0          | Dana White's Contender Series 62                                          | 2023年9月12日  |
| ○    | マルロン・ハジリオ         | 2R 3:00 ギロチンチョーク   | LFA 154: Fernando vs. Silva                                               | 2023年3月10日  |
| ○    | イネイウド・サントス       | 5分3R終了 判定3-0          | LFA 146: Barbosa vs. Santos                                               | 2022年11月4日  |
| ○    | カルロス・マルケス         | 5分5R終了 判定3-0          | Fight Pro Championship 2: Special Edition 【FPCバンタム級タイトルマッチ】 | 2022年8月13日  |
| ○    | ルアン・マテウス           | 2R 4:45 ギロチンチョーク   | Fight Pro Championship 1 【FPCバンタム級王座決定戦】                      | 2022年3月5日   |
| ○    | ヴァンダレイ・ジュニオール | 5分5R終了 判定3-0          | SFT 28: Mexicano vs. Matsumoto 【SFTバンタム級タイトルマッチ】            | 2021年8月5日   |
| ○    | アンドレ・アゼベド         | 5分5R終了 判定3-0          | SFT 18 【SFTバンタム級王座決定戦】                                        | 2019年11月30日 |
| ○    | アドリアーノ・フロレンシオ | 5分3R終了 判定3-0          | SFT 14                                                                    | 2019年7月27日  |
| ○    | ギリェルメ・ミランダ       | 2R 4:07 アナコンダチョーク | Batalha MMA 16                                                            | 2019年4月13日  |
| ○    | マルセロ・ウィリアムズ     | 1R 2:47 ブラボーチョーク   | Batalha MMA 15                                                            | 2019年2月2日   |
| ○    | ファビオ・ペルペトゥア     | 3R 4:09 TKO（パウンド）    | SFT 9                                                                     | 2019年1月19日  |
| ○    | カイオ・サントス           | 2R 4:35 肩固め             | Pro Fight MMA Brasil 41                                                   | 2018年11月10日 |
| ○    | ホドリゴ・アヤラ           | 3R 3:05 TKO（パウンド）    | Dog Tower Fight 1                                                         | 2018年10月21日 |
| ○    | ピーターソン・サンタナ     | 1R 1:16 TKO（パウンド）    | Batalha MMA 11                                                            | 2018年1月27日  |

## 獲得タイトル
- SFTバンタム級王座（2019年）
- FPCバンタム級王座（2022年）